# Koljonsaari (ö i Tammerfors, lat 61,68, long 23,79)
Koljonsaari är en ö i Finland. Den ligger i sjön Näsijärvi och i kommunen Tammerfors i den ekonomiska regionen Tammerfors och landskapet Birkaland, i den södra delen av landet, 180 km norr om huvudstaden Helsingfors. Öns area är 16 hektar och dess största längd är 0,7 kilometer i öst-västlig riktning.